# Prospalta viridaria
Prospalta viridaria là một loài bướm đêm trong họ Noctuidae.